# ソトコト
『ソトコト』は、株式会社ソトコト・プラネットから発売されている「社会や環境がよくなって、そしておもしろい」をテーマとした未来をつくるSDGsマガジン。
隔月偶数月5日発売。定価1,019円。

## 概要
世界の、そして日本各地のソーシャルグッドな話題を、ひとりひとりの生活のヒントになる情報をお届けする未来をつくるSDGsマガジン。創刊以来、「スローライフ」「ロハス」「ソーシャル」「ローカル」「関係人口」「SDGs」など、社会をリードするさまざまなキーワードを発信。
「SOTOKOTO」とは、アフリカのバンツー族のことばで「木の下」という意味。『ソトコト』という木陰で議論しあい、未来につながるいい知恵を生み出そう。そして、それを愉快に伝えていきたい。そんな想いが込められている。
1999年に初代編集長を務めた小黒一三が創刊。2011年以降、指出一正が2代目編集長を務める。

## Webメディア『sotokoto online』
『ソトコト』のコンテンツをより多くの読者に届けたいという想いで、2019年4月にローンチ。本誌の記事転載やニュース記事、Web版のオリジナル記事を配信。
株式会社インタースペースと株式会社sotokoto onlineの共同事業。

## Webメディア『ソトコトNEWS』
『ソトコト』ならではの切り口で、SDGs・ ESGにつながる地域活性化、企業活性化、そして技術革新を世の中に届ける日本の未来を作る有望なベンチャー企業や企業家にフォーカスし、世の中を明るくする商品やサービスの情報を広めていくオンラインメディア。

## オンラインサロン『ソトコトと、』
未来をつくるSDGsマガジン『ソトコト』の編集部メンバーと一緒に、「関係人口」や「まちづくり」「編集」といった切り口から、新たなチャレンジをしていくオンラインコミュニティ。CAMPFIRE Communityで実施。

## クラウドファンディング『みらいのチカラ』
ローカルに特化した「支援と交流の場」を提供することで、ローカルを盛り上げる新しいチャレンジを応援するクラウドファンディングサイト。

## まちづくりとまち仕事の求人サイト『イタ』
指出一正がプロデューサーを務める、ローカルのまちづくりと、まちしごとの（ちょっぴり荒削りな）求人サイト。

## プロジェクト
関係人口を育成するプログラムや、「編集」「サスティナビリティ」について学ぶ、地方自治体や官庁との取り組みを多数実施。
- 環境省「SDGsローカルツアー」[4]
- 島根県「しまコトアカデミー」[5]
- 奈良県「奥大和アカデミー」[6]
- 奈良県下北山村「奈良・下北山 むらコトアカデミー」[7]
- 福井県大野市「越前おおの みずコトアカデミー」[8]
- 和歌山県田辺市「たなコトアカデミー」[9]
- 秋田県湯沢市「ゆざわローカルアカデミー」[10]
- 鹿児島県鹿児島市「かごコトアカデミー」[11]
- 奥大和「サスティナブルデザインスクール」[12]
- 高知県・津野町「地域の編集学校 四万十川源流点校」[13]
- 福島県郡山市「こおりやま街の学校」[14]